# تاريخ القرآن
تاريخ القرآن هو التسلسل الزمني للمؤلفات والمخطوطات المكتوبة لكتاب الإسلام المقدس وأصلها، بناء على المكتشفات التاريخية. يمتد على مدى عدة قرون، ويشكل جزءًا أساسيًا مهمًا من تاريخ الإسلام المبكر.
وفقًا للاعتقاد الإسلامي وعلم التاريخ عند المسلمين، فقد بدأ نزول القرآن في عام 610م، عندما ظهر الملاك جبريل (وقد أرسله الله تعالى) لمحمد صلى الله عليه وسلم في كهف حراء قرب مكة، وتلا عليه الآيات الأولى من سورة العلق. يؤمن المسلمون بأن الوحي استمر بالنزول على محمد حتى وفاته في 632م. بحسب العرف الإسلامي، فقد جُمع القرآن للمرة الأولى في هيئة كتاب على يد أبي بكر. مع بدء الإمبراطورية الإسلامية بالنمو، وسماع تلاوات مختلفة في المناطق البعيدة، أُعيد جمع الرسم، وهو الهيكل الصحيح للقرآن، من أجل توحيد التلاوة تحت حكم الخليفة الثالث عثمان بن عفان (حكم 644- 656). لهذا السبب، فإن القرآن الموجود الآن يُعرف باسم الرسم العثماني. وفقًا للبروفيسور فرانسيس إدوارد بيترز (1991)، يبدو أن ما جرى للقرآن في أثناء العملية كان محافظًا أشد ما يكون وأن المحتوى قد صيغ بطريقة ميكانيكية لتفادي التحيز التنقيحي. استمر الإملاء العربي بالتطور في القرن الثاني، ما سمح للقراءة، أو لمختلف القراءات الشفوية للرسم، بأن توثق في المخطوطات القرآنية.
وفقًا للمعتقدات الإسلامية التقليدية، فقد أوحي بالقرآن إلى محمد، وهو تاجر من مدينة مكة في الحجاز التي أسسها النبي أبراهام (إبراهيم)، والتي صارت بعده معقلًا للآلهة الوثنية ومركز تجارة مهم. بدأ الوحي في إحدى ليالي شهر رمضان في 610م، عندما تلقى محمد، في عمر الأربعين، أول زيارة من الملاك جبريل.
شكك غير المسلمين بطبيعة وحي محمد وأنماطه. فسر المكيون الوحي القرآني بناء على فهمهم «للإلهام». في نظرهم، كان الشعر مرتبطًا ارتباطًا وثيقًا بإلهام من مصدر روحي أعلى. ولهذا السبب، عندما بدأ محمد بالتبشير وتلاوة القرآن، اتهمه المكيون بأنه شاعر أو «شاعر ممسوس».
بسبب حقيقة أن القرآن قد نزل في آيات وسور منفصلة، جاء زمن صار من الضروري فيه أن يُجمع في نص كامل متناسق. ثمة اختلاف بين الباحثين المسلمين وغير المسلمين فيما يتعلق بتاريخ أول مرة جُمع فيها القرآن. ينص حديث في صحيح البخاري على أن الخليفة أبا بكر أمر زيد بن ثابت بجمع القرآن المكتوب، معتمدًا على كل من القصاصات النصية وذكريات الحفظة. يعتقد بعض المسلمين الشيعة بأن علي بن أبي طالب كان أول من جمع القرآن في نص مكتوب واحد، وهي مهمة تمت بُعيد وفاة محمد.

## محمد
يستخدم القرآن مصطلح أمّي لوصف محمد. فسرت غالبية الباحثين المسلمين هذه الكلمة بأنها تعني شخصًا غير متعلم، وإن فسرها بعض الباحثين المعاصرين على أنها إشارة إلى المنتمين إلى مجتمع لا يمتلك كتابًا مقدسًا.
وفقًا للجامع السني الشهير لأحاديث محمد، محمد البخاري (الذي عاش بعد 250 عامًا من محمد تقريبًا)، فقد قالت زوجة محمد، خديجة بنت خويلد، إن أول وحي قرآني نزل على محمد كان عندما زار الملاك جبريل محمدًا وطلب منه أن يقرأ. أجابه محمد بقوله: «ما أنا بقارئ»، ما يمكن تفسيره بعدة طرق: «لا أجيد القراءة» أو «ما الذي تجب عليّ قراءته/ تلاوته؟» أو «لن أقرأ/ أتلو». غطّه جبريل «حتى بلغ مني الجهد، ثم أرسلني فقال: اقرأ!» وتكرر ذلك ثلاث مرات وعند الثالثة أرسله جبريل وقال: «اقرأ باسم ربك الذي خلق، خلق الإنسان من علق، اقرأ وربك الأكرم». وبعد ذلك استمر نزول الوحي على محمد بصورة متقطعة على مدى ثلاثة وعشرين عامًا، حتى قُبيل وفاته في 11/632.
يؤمن المسلمون بأن جبريل قد أنطق محمدًا بكلام الله، وأن القرآن محميٌ إلهيًا من أي تحريف أو تبديل. يشدد القرآن على أن محمدًا لم يُطلب منه إلا تلقي النص المقدس ولم يمتلك أي سلطة لتغييره. يؤمنون أيضًا بأن الله لم يظهر نفسه عبر الوحي، بل أظهر مشيئته.

بحسب الحديث، فقد وصف محمد تجربة الوحي قائلًا:
«أحْيانًا يَأْتِيني مِثْلَ صَلْصَلَة الجَرَس، وهو أَشدُّه عليَّ، فيَفْصِمُ عنِّي وقد وَعَيْتُ عنه ما قال، وأحيانًا يتمثَّلُ لي المَلَكُ رَجُلًا فيُكَلِّمُني فأَعِي ما يقول».
ذُكر أيضًا أن التجربة كان مؤلمة لمحمد في بعض الأوقات. مثلًا، سمع يقول «فَمَا مِنْ مَرَّةٍ يُوحَى إِليَّ إِلَّا ظَنَنْتُ أنّ نفسي تُقبض».
كان محمد، بعد نزول الوحي عليه، يتلوه على صحابته، الذين كانوا يحفظونه أو يكتبونه أيضًا. قبل أن يشيع توافر القرآن في هيئته المكتوبة، كانت الوسيلة السائدة في تعليمه للآخرين هي تلاوته عن ظهر الغيب. ما زالت ممارسة حفظ القرآن كله رائجة بين المسلمين. حفظ ملايين من الناس القرآن كاملًا باللغة العربية. وهذه الحقيقة ليست إنجازًا استثنائيًا إذا ما نُظر إليها في سياق شبه الجزيرة العربية في القرن السابع. كان شعب ذاك الزمان ولوعًا بالشعر المنقول وقد طوروا مهاراتهم في حفظه إلى درجة ملحوظة. كانت الأحداث والمسابقات التي ظهرت في قراءة الشعر الطويل ذات أهمية كبيرة.
في شبه الجزيرة العربية قبل الإسلام، كان المجتمع في زمن محمد شفويًا بالدرجة الأولى، ولهذا السبب كان يتلو آيات القرآن على صحبه ليحفظوها. بالتالي، ليس معروفًا ما إن كان القرآن قد كُتب وجُمع في زمن محمد. في حين لم تكن الكتابة مهارة شائعة في زمن محمد، كان في مكة، لكونها مركزًا تجاريًا، عدد من القادرين على الكتابة. يعتقد بعض الباحثين أن عددًا من النساخين بما فيهم زيد بن ثابت وأبي بن كعب قد دونوا آيات من القرآن. يقدم هذا تفسيرًا لكيفية وجود القرآن في هيئة مكتوبة في خلال زمن محمد، وإن لم يُجمع في نص واحد.
يعتقد الباحثون المسلمون السنة والشيعة عمومًا أن القرآن كُتب بكليته عند وفاة محمد. وصف عبد الله بن عباس، ابن عم محمد، الطريقة التي صُححت فيها النسخة النهائية من القرآن: «كان النبي يتلو الكتاب أمام جبريل كل سنة في شهر رمضان، وفي شهر رمضان الذي توفي فيه تلاه أمامه مرتين». يُعتقد أن عبارة «تلاه أمامه مرتين» تعني جمع كل الوحي القرآني في نسخة نهائية وكاملة. من المفهوم أنه عند نهاية حياة محمد حدثت حادثة وحي خاصة أُنشئت فيها نسخة كاملة ونهائية من القرآن. يشير مصطلح «يتلو» المستخدم هنا إلى عادة يتلو الباحثون القرآنيون بموجبها القرآن كاملًا من البداية إلى النهاية عددًا من المرات أمام أحد الباحثين الكبار. وفقًا لهذه التقليد، فإن فعل التلاوة يؤديه محمد، والملاك جبريل يلعب دور السلطة العليا.